# Melody’s Echo Chamber
Melody’s Echo Chamber — дрим-поп/психоделик-рок музыкальный проект французской певицы Мелоди Проше.

## История
После того как Проше со своим предыдущим проектом My Bee’s Garden выступила на разогреве у Tame Impala во время их европейского тура 2010 года, она объединилась с Кевином Паркером, который стал продюсером её новых записей, изданных под названием Melody’s Echo Chamber. Запись материала велась в приморской студии Паркера в Перте и в доме бабушки Проше на юге Франции. В конце 2012 года на лейбле Fat Possum Records был выпущен одноимённый дебютный студийный альбом группы Melody's Echo Chamber.
В 2013 году дебютный альбом достиг 61 места в американском чарте Billboard Heatseekers Album Chart. Журнал Q дал альбому 8 баллов из 10, назвав его «пьянящим и стоящим того, чтобы его прослушали». Дом Гурлей из Drowned In Sound присудил альбому 9 из 10 и заявил: «Чтобы ни случилось далее, она может уже спокойно расслабиться/отдыхать, осознавая, что совместно со своим бойфрендом они сотворили один из прекраснейших дебютов 2012 — или любого другого на недавней памяти года».
В октябре 2014 года Melody’s Echo Chamber выпустила сингл «Shirim», первый сингл с готовившегося второго альбома. В декабре 2014 года было объявлено о том, что Melody’s Echo Chamber в 2015 году будет играть на фестивале Austin Psych Fest, проходящем в Остине, в Техасе, но позже выступление было отменено из-за проблем с визой.
В 2017 году Проше выпустила на YouTube новый трек под названием «Cross My Heart» с анонсом своего независимого альбома Bon Voyage. Он должен был быть выпущен в том же году, но был отложен, так как Проше попала в «серьёзную аварию», за которой последовала отмена её мирового турне.
В апреле 2018 года Проше выпустила сингл «Breathe In, Breathe Out», а в июне вышел Bon Voyage.
В январе 2022 года Проше выпустила сингл «Looking Backward», а в апреле выйдет Emotional Eternal. 

## Дискография

### Альбомы
- Melody's Echo Chamber (2012)
- Bon Voyage[англ.] (2018)
- Emotional Eternal (2022)[15]

### Синглы
- «Endless Shore» (2012)
- «I Follow You» (2012)
- «Crystallized» (2013)
- «Some Time Alone, Alone» (2013)
- «Shirim» (2014)
- «Cross My Heart» (2017)
- «Breathe In, Breathe Out» (2018)
- «Desert Horse» (2018)
- «Looking Backward» (2022)
- «Personal Message» (2022)
- «Alma» (2022)

### Музыкальные клипы
- «I Follow You»(2012)
- «You Won’t Be Missing That Part Of Me» (2012)
- «Crystallized» (2013)
- «Some Time Alone, Alone» (2013)
- «Breathe In, Breathe Out» (2018)
- «Desert Horse» (2018)
- «Cross My Heart» (2018)
- «Shirim» (2018)
- «Looking Backward» (2022)
- «Personal Message» (2022)
- «Alma» (2022)

Музыкальные клипы на песни «Breathe In, Breathe Out», «Desert Horse» и «Cross My Heart» полностью анимированы и выполнены в одном стиле.